# Polycarpon apurense
Polycarpon apurense är en nejlikväxtart som beskrevs av Carl Sigismund Kunth. Polycarpon apurense ingår i släktet tusenfrön, och familjen nejlikväxter. Inga underarter finns listade i Catalogue of Life.